# Faculté de philosophie de l'université fédérale de l'Oural

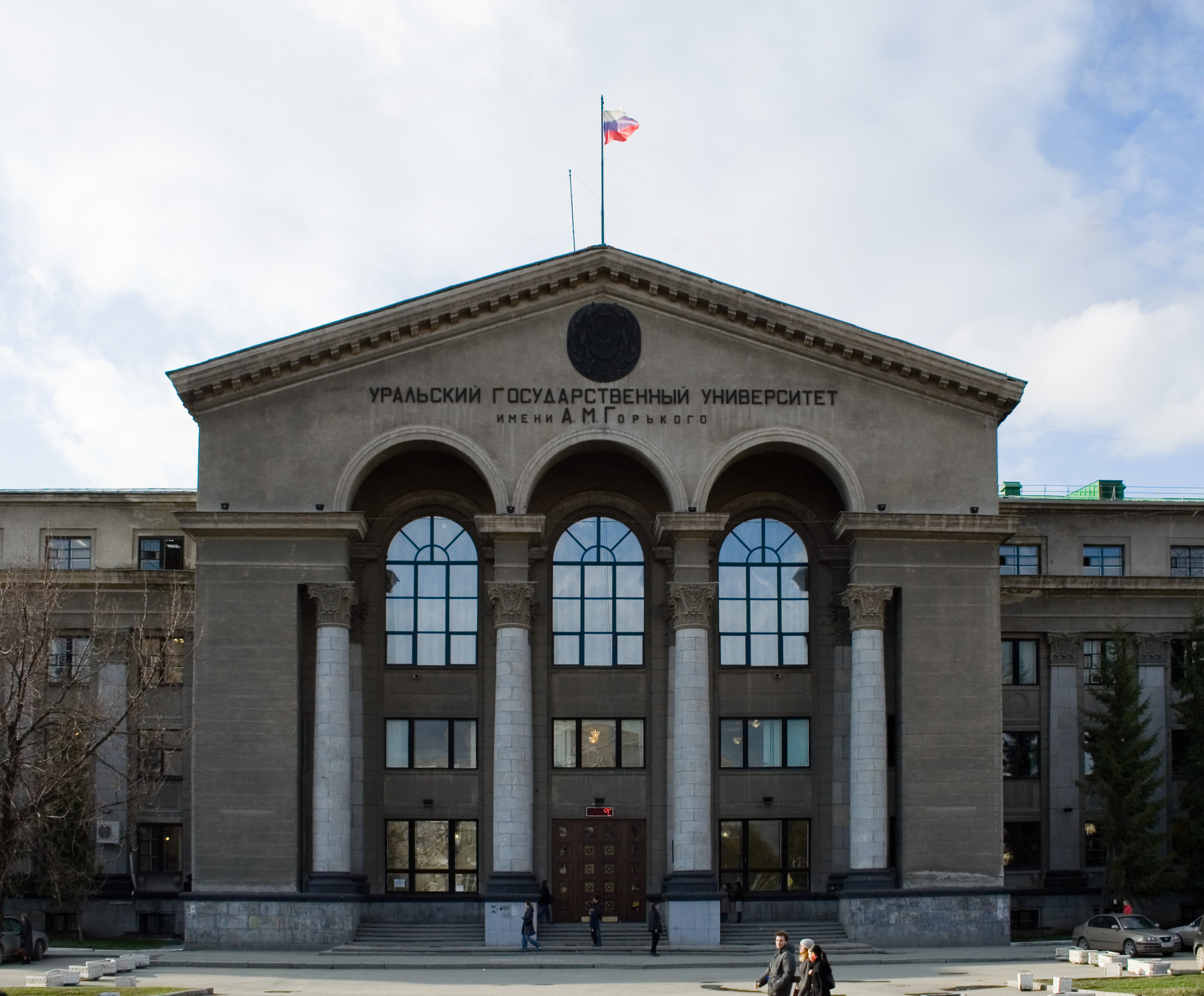
Façade de l'université Gorki.

La faculté de philosophie de l'université fédérale de l'Oural est une faculté de philosophie qui dépendait autrefois de l'université Gorki de l'Oural et qui, depuis sa fusion en 2011, dépend désormais de l'institut des sciences sociales et politiques de l'université fédérale de l'Oural, située à Ekaterinbourg en Russie. C'est l'un des quatre établissements d'enseignement supérieurs d'importance pour la préparation des spécialistes de philosophie en Russie, après celle de Moscou, celle de Saint-Pétersbourg et celle de Rostov-sur-le-Don. Son doyen depuis 1995 est le professeur Alexandre Pertsev.

## Enseignement
La faculté a été fondée en 1966 par le professeur Mikhaïl Routkevitch (1917-2009).
Actuellement, elle délivre les enseignements suivants:
- 1°) Département de philosophie: grades: baccalauréat (équivalent à la maîtrise en France) en quatre années ; maîtrise de philosophie en six années (équivalent au IIIe cycle)
- 2°) Spécialité de philosophie: donne la qualification de philosophe. Enseignement de philosophie (cinq ans de cours; six ans par correspondance). Les spécialisations sont les suivantes :
  - anthropologie philosophique
  - Sociolinguistique
  - Philosophie du droit
  - Administration sociale
  - Éthique
  - Esthétique

- 3°) Spécialité de religion: donne la qualification de professeur de religion (cours de 5 ans, par correspondance 6 ans)

Les thèses de troisième cycle sont regroupées en six catégories :
- Ontologie et théorie de la connaissance
- Histoire de la philosophie
- Esthétique
- Philosophie de la science et des techniques
- Philosophie sociale
- Religion, anthropologie philosophique, philosophie de la culture

Le doctorat d'État se présente dans le cadre des sciences philosophiques.

### Chaires
- Philosophie sociale
- Ontologie et théorie de la connaissance
- Histoire de la philosophie
- Éthique et esthétique
- Histoire et philosophie des religions
- Anthropologie philosophique